# Uplisciche

Schematická mapa

Uplisciche (gruzínsky უფლისციხე) je pevnost a současně jeskynní město v regionu Šida Kartli v Gruzii. Leží 10 km od města Gori na skalní plošině na řece Kura.
Skalní plošina byla lidmi osídlena již v době bronzové. Skalní město bylo založeno v 6. století př. n. l., a rozrostlo se na obchodní centrum na hedvábné stezce s asi pěti tisíci obyvateli. V 1. století bylo poprvé historicky zdokumetováno. Pokusy o dobytí města byly neúspěšné až do 13. století, kdy se mongolskému chánovi Ögedejovi podařilo město dobýt a rozbořit.
Uplisciche disponuje mohutným opevněním. Na nejvyšším místě se tyčí kostel z 10. století s freskami v interieru. Největší budovou je Tamaris Darbasi, velká skalní hala se dvěma mohutnými sloupy.
V průběhu výoje celého města zde vzniklo více než 700  jeskyní a to jak obytných, tak i výrobních a skladovacích. Město bylo rovněž opatřeno propracovaným systémem kanálků na přivádění dešťové vody. Byl zde i tunel vyhloubený ve skále (zčásti přírodního původu) zajišťující tajný přístup ke studni na úrovni řeky, důležitý zvláště v případě obležení.
Jako kulturní památka byla roku 1993 navržena na seznam světového dědictví UNESCO.

## Galerie

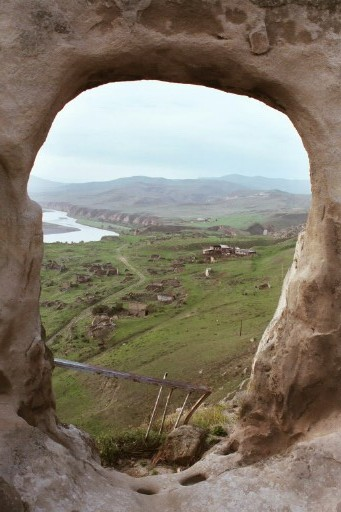
Výhled z pevnosti na Kuru
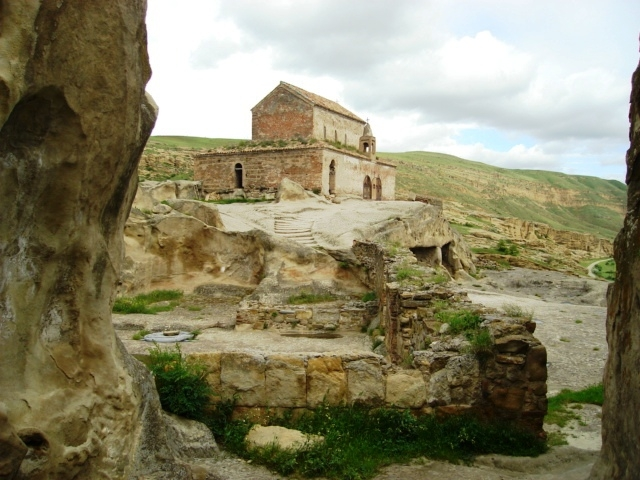
Jeskynní komplex s bazilikou
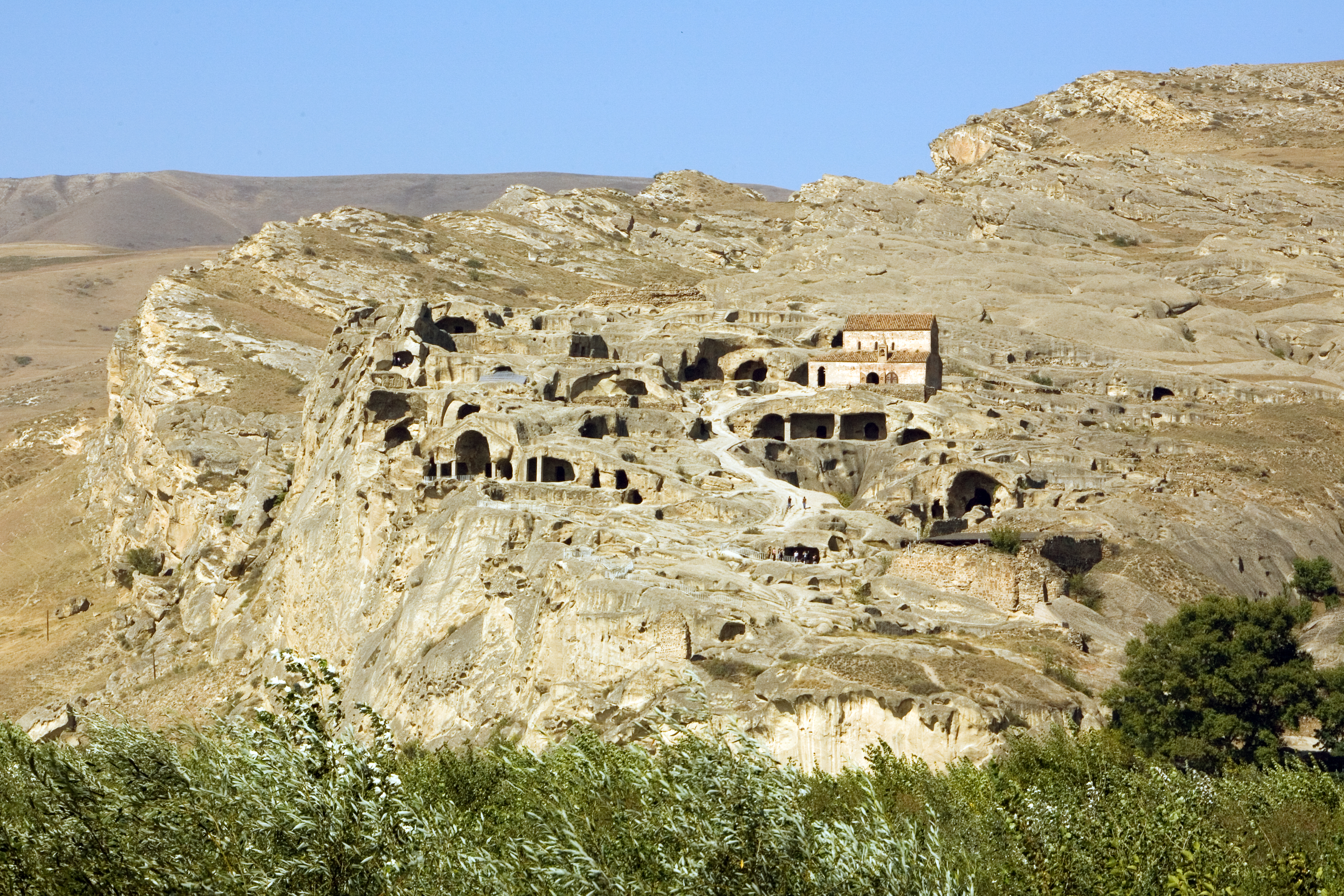
Skalní město Uplisciche
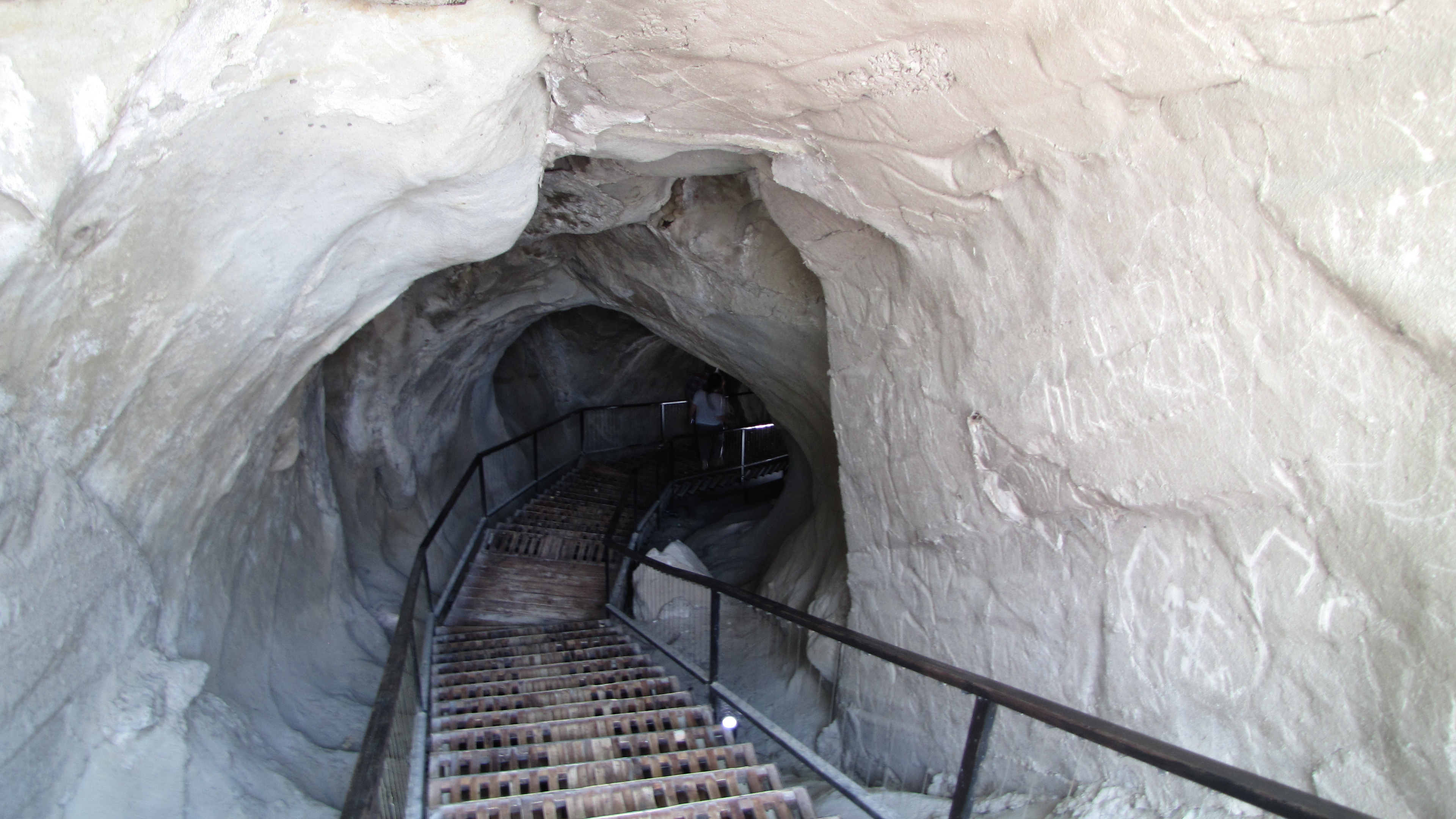
Tajný tunel